# Charles Reboisé-Cloison accuse
Charles Reboisé-Cloison accuse est une nouvelle humoristique de science-fiction écrite par Gébé et publiée en 1977.

## Publications

### Publications en France
La nouvelle a été publiée :
- dans l'anthologie Ce qui vient des profondeurs, éditions Seghers, collection Constellations n°4, avril 1977 ;
- dans l'anthologie Les Mondes francs, éd. Livre de poche,  (ISBN 2-253-04719-8), 1988, n°7096 ;
- dans le recueil Reportages pas vraiment ratés, éd. Le Dilettante,  (ISBN 2-84263-043-2), février 2001.

### Publications dans d'autres pays
La nouvelle a été publiée en langue russe :
- Шарль Ребуазье-Клуазон обвиняет (1993).

## Résumé
Le 13 août 1963, plusieurs rédacteurs en chef de journaux, revues et magazines français reçoivent un courrier signé d'un certain M. Charles Reboisé-Cloison, les priant de venir à son domicile près de Melun, afin d'entendre une importante communication. Le courrier prétend que l'auteur du courrier est traqué par des ennemis très puissants et que les journalistes qui décideraient de se rendre à la réunion pourraient être attaqués. Un seul journaliste se rend à l'invitation. Dès son approche de la demeure de Reboisé-Cloison, il prend en stop trois autres journalistes. Mais dès leur arrivée, ces journalistes s'avèrent être des tueurs qui tentent d'assassiner Charles Reboisé-Cloison, sans succès d'ailleurs.
Charles Reboisé-Cloison accueille donc le journaliste et lui explique la grande découverte qu'il a faite : seuls les objets manufacturés que l'on peut « comprendre » par la pensée sont réels. Par exemple, une table, un couteau, un livre, une fenêtre, un appareil photo primitif, etc. Mais dès que l'objet sort de notre capacité de compréhension immédiate, cela signifie qu'il ne répond pas à quelque chose d'humain, et relève soit de la magie, soit de la parapsychologie, soit de la technologie extraterrestre. Par exemple : un poste de radio, un ordinateur, une voiture, etc., ne peuvent pas fonctionner pour un esprit humain. Reboisé-Cloison accuse donc de nombreux fabricants d'objets manufacturés d'être des manipulateurs et des complices de… il ne sait pas trop de quoi ou de qui, d'ailleurs, mais il sait que ces objets manufacturés ne fonctionnent plus dès qu'on s'adresse à eux ou qu'on pense d'eux que « ce n'est pas possible, ça ne peut pas marcher ». Ainsi, les grenades envoyées par les tueurs peu de temps auparavant n'ont pas fonctionné car il suffit de penser qu'il est impossible que ce type d'engin fonctionne pour qu'il cesse effectivement de fonctionner.
Le journaliste quitte Reboisé-Cloison en se demandant s'il a rêvé ou non, si cet homme est un fou mythomane et paranoïaque, ou au contraire un homme clairvoyant et génial. N'ayant plus la disposition de l'automobile avec laquelle il était venu, il se rend à la plus proche gare et achète un billet de train. Lorsque le train arrive, il prend place à son bord. Il laisse ses idées vagabonder, et se dit brusquement qu'un train est une machinerie si complexe qu'il ne sait pas comment cela fonctionne. Un train, d'ailleurs, cela ne peut pas fonctionner. À peine a-t-il eu cette idée en son esprit que le train s'arrête brutalement, victime d'une inexplicable avarie.